# Jean de Gerson

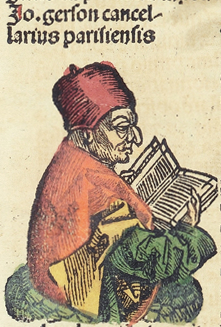
Jean de Gerson (houtsnede uit Kroniek van Nuremberg (1493), ook genoemd Schedel'sche Weltchronik)

Jean Charlier, genaamd Jean de Gerson (Gerson nabij Rethel, 13 december 1363 – Lyon, 12 juli 1429) was een befaamd theoloog, mysticus en kanselier van de Universiteit van Parijs.

## Levensloop
Zijn ouders, Arnulphe Charlier en Élisabeth de la Chardenière, (die men beschreef als een tweede Heilige Monica), gaven een vrome opvoeding aan hun twaalf kinderen, van wie er zes een geestelijke roeping volgden.
Op zijn veertiende levensjaar werd hij leerling in het Collège de Navarre in Parijs, waar hij vijf jaar later een licentie in de 'artes' (wijsbegeerte en letteren) behaalde. Hij vervolgde met theologische studies, onder leiding van twee beroemde professoren, Gilles Deschamps (Aegidius Campensis) en Peter van Ailly (Pierre d'Ailly of Petrus de Alliaco). Deze laatste was rector van het Collège de Navarre en werd kanselier van de Universiteit van Parijs, vervolgens bisschop van Puy, bisschop van Kamerijk en kardinaal. Hij bleef levenslang een vriend van Gerson.
Zijn talenten werden opgemerkt en hij werd procurator van de Franse natie in de universiteit (De studenten werden onderverdeeld volgens hun land van herkomst). In 1384 werd Gerson baccalaureus in de theologie, in 1392, licentiaat en in 1394, doctor.
Hij was weldra een erkende theoloog, door zijn geschriften over de 'terugkeer naar het zuivere geloof' en over de 'mystieke theologie' van de Pseudo-Dionysius, gebaseerd op de principes van de heilige Bonaventura. Hij leverde onder meer strijd tegen het neoplatonisme en tegen de logica van Johannes Duns Scotus.

## Reis naar Avignon
In 1387-1388 was hij samen met kanselier d'Ailly en andere vertegenwoordigers van de universitaire wereld, betrokken bij een beroep dat werd gedaan op de paus. Jean de Montson (Monzón, de Montesono), een dominicaan uit Aragon, onlangs tot doctor in de theologie gepromoveerd in Parijs, was in 1387 door de Theologische faculteit veroordeeld omdat hij voorhield dat de Maagd Maria, net als elke afstammeling van Adam, met de erfzonde was geboren. De dominicanen die hevige tegenstanders waren van de Onbevlekte Ontvangenis, werden uit de universiteit gebannen.
Jean de Montson tekende beroep aan bij de paus, toen Clemens VII, antipaus in Avignon. Pierre d'Ailly, Gerson en de overige afgevaardigden, zelf voorstanders van de Onbevlekte Ontvangenis, grepen de gelegenheid aan om de wettige rechten van de universiteit te verdedigen in het beoordelen van hoogleraren in de theologie.
Latere biografen van Gerson hebben deze reis naar Avignon vergeleken met die van Maarten Luther naar Rome. Vanaf dit evenement zette Gerson zich aanzienlijk in om het leven aan de universiteiten door spiritualiteit te laten beïnvloeden, om de moraliteit van de clerus te hervormen en om een einde te maken aan het Grote Schisma dat de Kerk verdeelde.
Hij werd een van de belangrijkste theologen op het Concilie van Konstanz in 1415, waarop het proces werd gevoerd tegen Jan Hus en speelde een belangrijke rol in het beëindigen van het Grote Schisma.

## Kanselier

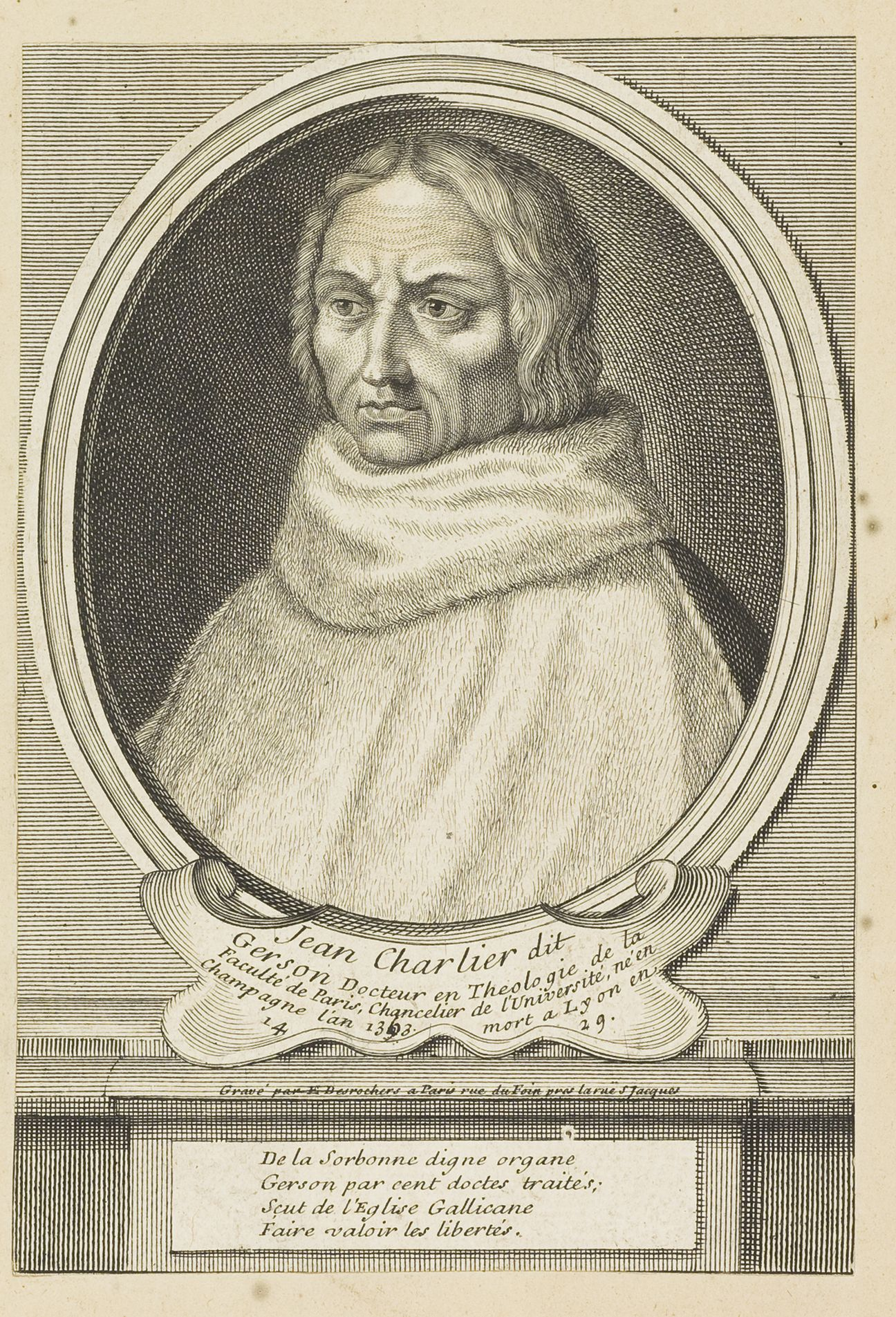
Jean de Gerson
(18e eeuws fantasieportret)

Gerson was pas tweeëndertig toen hij Pierre d'Ally opvolgde als kanselier van de universiteit van Parijs. Om hem een bijkomend inkomen te verschaffen maakte hertog Filips de Stoute hem ook deken van het Sint-Donaaskapittel in Brugge. Hij verbleef in Brugge van 1398 tot 1401.
Hij bleef kanselier van 1395 tot 1415 en bevond zich hierdoor midden in de burgeroorlog tussen de Armagnacs en de Bourgondiërs, alsook midden in de strijd ontketend door het Grote Westerse Schisma. Hij behoorde tot diegenen die met wijsheid en doorzetting het einde van dit schisma nastreefden.
De Universiteit van Parijs was toen op een hoogtepunt wat betreft haar reputatie en de kanselier was uiteraard een eminente personaliteit in gans de christenheid. Hij had een grote onafhankelijkheid en had gezworen de rechten van de universiteit te verdedigen, zelfs tegen koningen en pausen. Gerson nam deze missie met vastberadenheid op.
Hij trad met gezag op binnen de Kerk. Hij toonde zich tegenstander van elke vorm van ketterij, onder meer tijdens de Concilies van Pisa en van Konstanz. Tegelijk verdedigde hij de autonomie van de Gallicaanse kerk en bestreed hij de verslapping van de discipline. Hij was anderzijds voorstander van het gezag van een algemeen concilie boven dat van de paus.
Na de moord op Lodewijk I van Orléans in 1408, veroordeelde Gerson hertog Jan zonder Vrees die er de aanstoker van was geweest en deed de apologeet van die moord, Jean Petit, veroordelen.

## Na het Concilie
Na het Concilie van Konstanz was het voor Gerson onmogelijk om naar Parijs terug te keren, als gevolg van de oorlog tussen de Armagnacs en de Bourgondiërs. Jan zonder Vrees had hem levenslang verbannen. Hij trok zich terug in Beieren en schreef er de vier volumes van zijn Consolations de la Théologie.
Toen hij na twee jaar naar Frankrijk kon terugkeren nam hij geen deel meer aan het openbare leven en trok zich terug in Lyon, in het klooster van de Celestijnen waar een van zijn broers prior van was. Hij schreef er ascetische werken en gaf cathecheselessen aan arme kinderen.

## Erkenning en toeschrijving
Na zijn dood werd Gerson geëerd met de titel Docteur évangélique et très-chrétien of Doctor Christianissimus. De heilige Robertus Bellarminus (kerkleraar) noemde hem de geleerde en vrome Gerson.
Jacques-Bénigne Bossuet schreef: Zijn leven was zo heilig en zijn geschriften zo stichtelijk dat hij als de auteur van de Navolging van Christus werd beschouwd. Ook auteurs als Bellarminus, Mabillon en Gence hebben het  auteurschap van De imitatione Christi aan Gerson gegeven. Ze deden dit op basis van de gelijkenis tussen de thema's in de 'Navolging' en in de werken van Gerson. Zijn Consolation vertoonde inderdaad heel wat analogieën met het beroemde werkje. Vanaf de zeventiende eeuw is over het auteurschap gediscussieerd. In de twintigste eeuw kwam een algemene consensus dat niet Gerson, maar Thomas a Kempis de auteur is geweest van de 'Navolging'.

## Thema's in het werk van Gerson

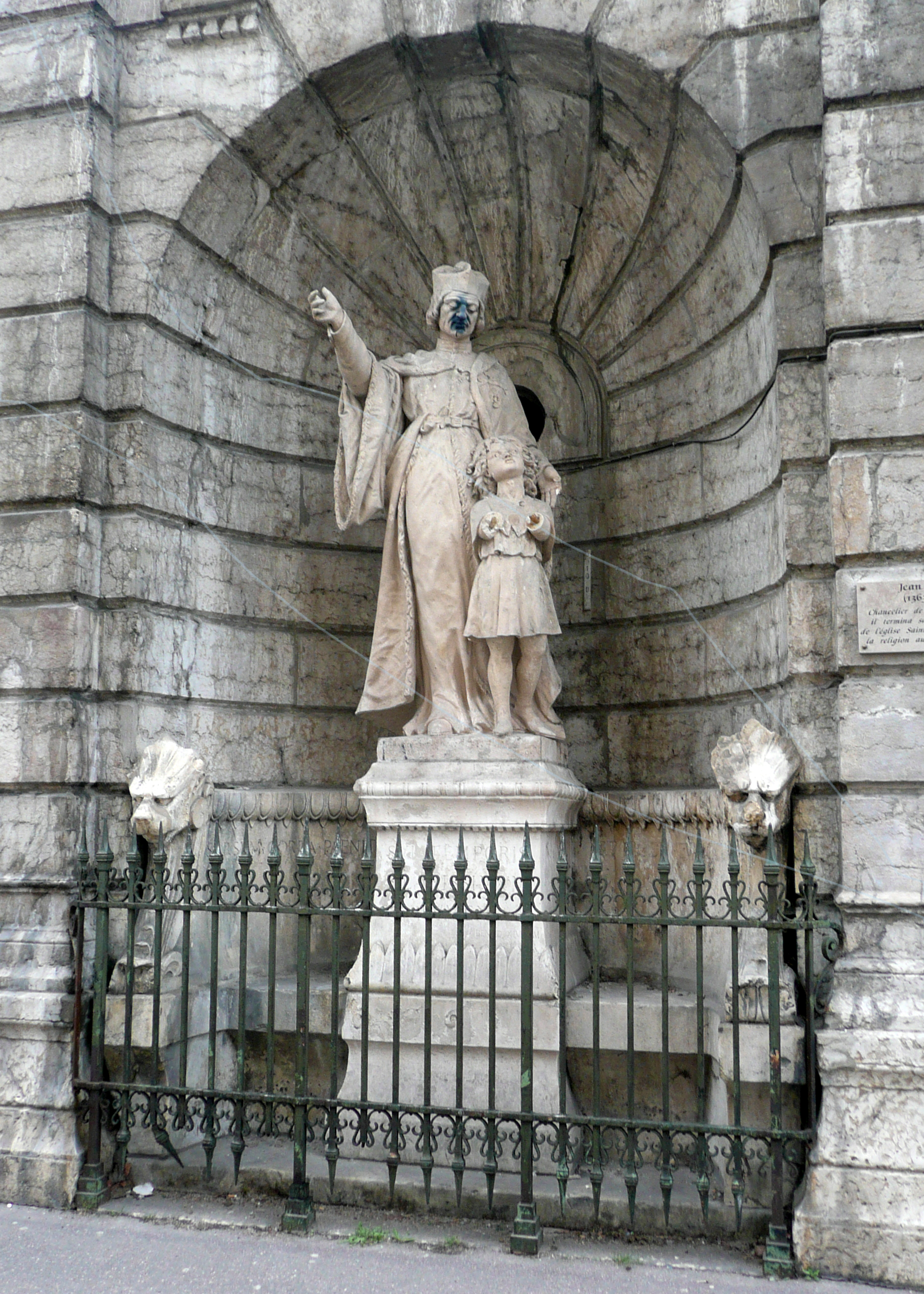
Standbeeld van Gerson in Lyon

### Mystieke theologie
Als theoloog heeft Gerson een poging ondernomen om een mystieke theologie te ontwikkelen, op basis van de christelijke mystiek van de pseudo-Denys. Hij weerlegde enkele van de hierin vooruitgeschoven thesissen door zich in de discussie te mengen tussen 'formalisten en terministen'. Hij verweet aan Johannes Duns Scotus en aan Giovanni da Ripa dat ze in God 'metafysische vormen en ideale redens' introduceerden, die van God een arbitraire intellectuele constructie maakten, die men als slechts een idee over God toch wilde vereenzelvigen met God.
Hij kwam ook op tegen de neoplatonische identificatie van God met het Goede of met een noodzakelijke natuur, die hij in tegenstelling oordeelde met het primaat van de goddelijke wil en de goddelijke vrijheid, die hij als essentieel vond voor het christendom. Hij bleef hierin trouw aan Willem van Ockham : « Les choses [sont] bonnes parce que Dieu veut qu'elles soient telles, il ne le voudrait plus ou le voudrait autrement que cela même deviendrait le bien ». Anders gezegd, de primaat van de wil in God maakt elke zekerheid gebaseerd op bewijsvoering onmogelijk. Zo baande hij de weg naar een tegelijk mystieke en negatieve theologie. Zich baserende op de heilige Augustinus, de heilige Bernardus, de Pseudo Dyonisios of ook nog Richard van Sint-Victor, bouwde hij een theologie op die een systematische studie werd van de contemplatieve ervaringen, die hij de Scientia experimentalis noemde. Op grond daarvan werd hij een expert in de onderscheiding der geesten.
Naast zijn theologische werken in het latijn, schreef hij ook in het Frans voor de leken in de Kerk, onder meer:
- La Montagne de la Contemplation, een beschrijving van de ziel die zich verheft in het contemplatieve leven door te breken met de wereld en zich alleen aan God te hechten. De drie stadia hiervan zijn:
  - Boetedoening en aanvaarding van het lijden in het dagelijkse leven
  - Teruggetrokkenheid in de eenzaamheid en de vernedering, teneinde zich open te stellen voor de genade
  - Het aanschouwen van de open ziel die door de genade is overspoeld en aangenaam is aan God, alsook de geestelijke vreugde die hier uit voortspruit.

### Ontsporing van mystiek
Gerson interesseerde zich voor de mystiek van Jan van Ruusbroec, maar was het niet eens met zijn idee van fusie van de ziel in het goddelijke wezen. Het algemene idee van het tenietdoen van het individu als hoogste vorm van mystiek achtte hij een ontsporing van de mystiek. Als een opgaan in God betekent dat de eigen wil verdwijnt, kan immers alles als God's wil worden beschouwd. 
Gerson had bedenkingen bij de toenemende vulgarisering van de mystiek in zijn tijd - de periode van het Westers schisma. Hij had al te veel visioenboodschappers meegemaakt die meenden dat God hen had uitverkozen als nieuwe paus of voor een andere, centrale rol in de wereldgeschiedenis. De mystieke ervaringen van veel burgers en religieuzen beschreef hij als 'ijlhoofdig', als een gevaarlijke, extravagante devotie waarbij de betrokkenen door aanhoudend vasten, nachtwaken en diepe emoties ten prooi vielen aan hallucinaties en zinsbegoocheling. Dat bracht hen een 'troebel' brein dat niet meer kon bepalen wat (de) waarheid is. In die situatie kon dan een 'waargenomen' wonder het bewijs van de eigen gedachten vormen. Over de visioenen van mystici als Catharina van Siena en Birgitta van Zweden was Gerson sceptisch. Catharina had al op zesjarige leeftijd haar eerste visioen; welke waarde kon men daaraan hechten?
De kritische gedachtegang van Gerson heeft de kerk feitelijk grotendeels overgenomen, bevreesd als zij was voor de oncontroleerbaarheid van visioenen, mystieke openbaringen en bovennatuurlijke verschijnselen zoals stigmata. Bij mystieke vereniging met God (of met Jezus) bestond volgens Gerson bovendien het gevaar dat de zuivere geestelijke liefde overging in vleselijke liefde. Voor de kerk was deze hang naar erotiek uiteraard een brug te ver, want zondig.

### Pedagogiek
Ook in pedagogisch opzicht heeft Johannes Gerson enige belangrijke werken op zijn naam. Hij benadrukte reeds in een vroegtijdig stadium dat de kindertijd een eigen waarde vertegenwoordigt. Opvoeding heeft de meeste kans van slagen in een geest van zachtmoedigheid en met veel geduld. "Men moet kinderen veel tijd gunnen en niet haastig naar geestelijke ouderdom voeren." Hij gebruikte daarvoor theologische argumenten, waarbij hij verwees naar het optreden van Christus. In geloofsopzicht kunnen volwassenen een voorbeeld nemen aan kinderen. Men moet het Koninkrijk Gods ontvangen met de gezindheid van een kind. In zijn verhandeling Traktatus de parvulis trahendis ad Christum (1410) noemt hij vooral de liefde als uitgangspunt bij onderwijs en opvoeding. Als die ontbreekt is een kind ook niet geneigd om te luisteren en de geboden serieus te nemen.

## Publicaties

Opera omnia, 1706

- Cinquante-Cinq Sermons et Discours, 1389 à 1413)
- Seize Sermons prêchés devant la cour (1389-1397)
- La Montagne de contemplation (1397)
- De restitutione obedientiae (1400)
- De duplici logica (Les deux logiques, 1401)
- De distinctione verarum visionum a falsis (1401-2)
- Trente Sermons prêchés en paroisse (1401-1404)
- Contra vanam curiositatem in negotio fidei (1402)
- Traktatus de parvulis trahendis ad Christum (1410)
- De mystica theologia tractatus primus speculativus, 1422/23) (vertaling Marc Vial, Vrin, 2005)
- De modo pacificandi, reformandi ac uniendi Ecclesiam
- Neuf Discours ou Sermons de doctrine (1404-1413)
- Vivax Rex, Veniat Pax (avant 1413)
- Consolatio theologiae (1414-1419)
- De probatione spirituum (1415)
- De auferibilitate papae ab Ecclesia (1417)
- De examinatione doctrinarum (1423).
- Verhandelingen:
  - la Mendicité spirituelle
  - le Triparti
  - le Dialogue spirituel
  - la médecine de l'âme
  - l'Examen de conscience et la confession
  - l'Art de bien vivre et de bien mourir
  - l'A.B.C. des gens simples
  - parlement secret de l'homme contemplatif à son âme
  - Vision (postuum, 1492).

### Verzameld werk
- Ionnis Gersonii, Opera omnia, éd. L. E. Dupin, Antwerpen, 5 vol., 1706
- Œuvres complètes, éd. Mgr Palémon Glorieux, Parijs en Doornik, Desclée, 1960-1973, 10 vol. en 11 t.
  - T. I : introduction générale. Doornik
  - T. II : L'Œuvre épistolaire.
  - T. III : L'Œuvre magistrale.
  - T. IV : L'Œuvre poétique.
  - T. V : L'Œuvre oratoire.
  - T. VI : L'Œuvre ecclésiologique.
  - T. VII : L'Œuvre française, Sermons et discours.
- Opus tripertitum ("Le livre des Dix commandemens de Nostre Seigneur ou Le mirouer de l'ame", de "Briefve maniere de confession pour jones gens", "L'examen de conscience", en "La science de bien morir" of "Sermon de la consideracion de nostre fin"), Latijnse teksten met Franse versies, uitg. Gilbert Ouy, Champion, 1998.